# Adele Bei
Adele Bei, coniugata Ciufoli (Cantiano, 4 maggio 1904 – Roma, 15 ottobre 1976), è stata una sindacalista e politica italiana, ricordata per essere stata una delle 21 donne elette all'Assemblea costituente italiana, senatrice e deputata del Partito Comunista Italiano.

## Biografia
Nata in una famiglia povera operaia fortemente politicizzata, nel 1920 sposò Domenico Ciufoli, tra i fondatori del Partito Comunista d'Italia. Entrata anche lei nel partito nel 1925, espatriò con il marito in Francia, da dove compì numerosi viaggi clandestini in Italia per svolgere attività di collegamento tra militanti antifascisti. Nel 1933 venne arrestata e condannata dal Tribunale speciale per la difesa dello Stato a diciotto anni di reclusione. Scontò sette anni e mezzo cui si aggiunsero due e mezzo di confino; fu liberata nell'agosto del 1943. Dopo l'8 settembre 1943, partecipò alla lotta partigiana a Roma, con il compito di organizzare le masse femminili.
Insieme alle altre dirigenti del Partito comunista clandestino (Laura Lombardo Radice, Marcella Lapiccirella, Egle Gualdi ecc.), Adele Bei idea e organizza gli assalti ai forni delle donne romane, evitando le comunicazioni telefoniche ma, grazie ai passa parola, coinvolgendo il maggior numero di donne possibile: il 9 aprile, al Flaminio; tra il 20 e il 28 aprile, in Prati e al Trionfale; il 24 al Tiburtino III; il 28 e il 29 aprile, a Monte Sacro, Val Melaina e in Via Alessandria; il 3 maggio, ancora al Tiburtino III e l'azione si conclude cruentemente con l'uccisione di Caterina Martinelli, madre sei figli, per uno sfilatino nella borsa della spesa. Si risolve violentemente anche l'assalto al forno Tesei, il 7 aprile 1944, con l'eccidio di dieci donne presso il Ponte dell'Industria.
Dopo la Liberazione, Adele Bei entrò a far parte della Consulta nazionale su designazione della CGIL. Nel primo congresso della CGIL tenuto a Firenze nel giugno del 1947, mentre la CGIL aveva firmato un accordo con gli industriali per portare il salario delle donne al 70% di quello degli uomini (quando la normativa fascista prevedeva un taglio del 50%), Adele presentò la Carta della lavoratrice in cui veniva richiesto che le donne a parità di lavoro ricevessero la stessa retribuzione degli uomini. 
Il 2 giugno 1946 fu tra le 21 donne elette all'Assemblea costituente italiana, dove sedette come componente del gruppo parlamentare comunista: in particolare lavorò nella Terza commissione per l'esame dei disegni di legge. Successivamente entrò al Senato nella I legislatura (1948-1953) unica donna fra i 106 senatori di diritto nominati in accordo con la III disposizione transitoria e finale della Costituzione Italiana. Fu poi eletta alla Camera dei deputati, sempre nelle file del partito comunista, nella II (1953-1958) e III (1958-1963) legislatura del parlamento repubblicano.
Come componente della 10ª Commissione lavoro, si impegnò fortemente a difesa delle categorie di lavoratrici donne più disagiate: mondariso, tabacchine, operaie agricole; chiamata a dirigere il sindacato dei lavoratori delle foglie di tabacco, composto in maggioranza di lavoratrici donne dal 1951 al 1960, sostenne con forza le loro battaglie ottenendo nel 1957 aumento di salario e misure previdenziali simili a quelle degli altri lavoratori

## Scritti
- città Adele Bei, Perchè i giovani sappiano, Roma, Seti, 1968?.
- Adele Bei, Discorsi parlamentari con un saggio di Nadia Ciani, Bologna, Il mulino, 2015.
- Adele Bei, In difesa della donna lavoratrice : discorso pronunciato al Senato della Repubblica, novembre 1949, Roma, CDS, 1949.
- Adele Bei, La lotta delle lavoratrici per le rivendicazioni immediate, sostenuta dall'azione dei loro rappresentanti ... : discorso pronunciato alla camera dei Deputati nella seduta del 23 luglio 1954, Roma, Tip. della Camera dei Deputati, dopo il 1954.
- Adele Bei, Le donne della campagna per un avvenire migliore, in Noi donne.

## Riconoscimenti
Ad Adele Bei e ad altre sei donne partigiane, il Comune di Roma ha dedicato il percorso ciclopedonale che da Ponte Milvio porta a Castel Giubileo.